# Echinodera
Echinodera är ett släkte av skalbaggar. Echinodera ingår i familjen vivlar.

## Dottertaxa tillEchinodera, i alfabetisk ordning[1]
- Echinodera angulipennis
- Echinodera bellieri
- Echinodera brisouti
- Echinodera capiomonti
- Echinodera clermonti
- Echinodera compacta
- Echinodera compactus
- Echinodera costata
- Echinodera crenata
- Echinodera crenatus
- Echinodera fortunatus
- Echinodera globulipennis
- Echinodera histrionicus
- Echinodera hypocrita
- Echinodera hystrix
- Echinodera instabilis
- Echinodera lunulata
- Echinodera lunulatus
- Echinodera merkli
- Echinodera mundus
- Echinodera neptunus
- Echinodera nodifer
- Echinodera nubilosus
- Echinodera ochsi
- Echinodera orbiculata
- Echinodera orbiculatus
- Echinodera orientalis
- Echinodera pilula
- Echinodera porcheti
- Echinodera pulverulentus
- Echinodera saxicola
- Echinodera schaeferi
- Echinodera seminulum
- Echinodera seminutum
- Echinodera seticollis
- Echinodera sigma
- Echinodera subglobata
- Echinodera terminalis
- Echinodera validus
- Echinodera variegatus
- Echinodera vau
- Echinodera verrucosus
- Echinodera wollastoni
- Echinodera xerampelina
- Echinodera xerampelinus